# Моравек, Вацлав
Вацлав Моравек (чеш. Václav Morávek; 7 августа 1904, Колин — 21 марта 1942, Прага) — чехословацкий военный, участник движения антифашистского сопротивления во время Второй мировой войны.

## Биография
До оккупации Чехословакии был командиром артиллерийской батареи в Оломуце, имел звание штабс-капитана. Был чемпионом чехословацкой армии по пистолетной стрельбе. После образования Протектората Богемии и Моравии работал клерком на бирже труда в Колине. С лета 1939 года принимал участие в деятельности подпольной организации «Защита нации» (Obrana národa), возглавляемой генералом Йозефом Билым. Совместно с Йозефом Машиным и Йозефом Балабаном, двумя другими бывшими офицерами чехословацкой армии, основал подпольную группу «Три волхва». Группа отвечала за обеспечение радиосвязи с эмигрантским правительством в Лондоне и поддержание контактов с Паулем Тюммелем — чешским агентом в абвере. В январе 1941 года члены группы «Три короля» взорвали бомбы в здании министерства авиации и полицай-президиума в Берлине.
Весной 1941 года группа была разгромлена гестапо. Вацлав Моравек, Йозеф Машин и радист Франтишек Пелтан были застигнуты 13 мая на конспиративной квартире во время радиопередачи в Лондон. В завязавшейся перестрелке Машин был ранен и захвачен гестаповцами, но Моравеку и Пелтану удалось уйти и уничтожить шифры радиопередатчика. В марте 1942 года Моравек сумел установить контакт с группой заброшенных из Великобритании чехословацких диверсантов под командованием Альфреда Бартоша. По некоторым данным, Моравек также установил контакт с Йозефом Габчиком и Яном Кубишем и участвовал в подготовке операции «Антропоид». 21 марта 1942 года Моравек погиб в перестрелке с агентами гестапо у Порохового моста в Праге.